# Presó de la Ranilla
La Presó de Ranilla o Presó de la Ranilla, antiga Presó Provincial de Sevilla, denominada posteriorment Centre Penitenciari Sevilla 1 pren el seu nom de la propera Venta de Ranilla.
Encara que la donació de terrenys i el plantejament de la construcció del centre daten de 1911, quan es projecta la construcció de l'actual barri de Nervión, no serà fins a maig de 1933, durant la II República, quan s'inauguri la presó. Als pocs anys, després de la Guerra Civil Espanyola es va convertir en un important centre on van ser empresonats milers de represaliats polítics. Va sofrir, com tot el barri, les inundacions del Tamarguillo en 1961. Al juny de 1991, un atemptat d'ETA va causar la mort de quatre persones. En 1989 va quedar convertit en centre per a presos de tercer grau. En 2007 es van iniciar els treballs de demolició i planificació de l'àrea.
Segons la informació apareguda en diversos mitjans locals es construirà un parc d'uns 30.000 metres quadrats, així com un centre cívic, la nova prefectura de la policia local, instal·lacions esportives i habitatges. A més, es mantindran en peus la façana i les dues naus laterals de l'antiga presó, on s'obrirà un museu de la memòria històrica, un arxiu, i la seu de l'associació veïnal. En 2010 estava previst que acabessin les obres i aquesta zona històrica de la ciutat tingués aleshores una aparença totalment renovada. Els problemes pressupostaris fan que en l'actualitat continuïn les obres a la zona.